# Rhinocerophis
Rhinocerophis é um gênero de serpentes solenóglifas da família Viperidae. Antigamente, pertenciam ao gênero Bothrops, que com a nova nomenclatura foi dividido em três gêneros: Rhinocerophis, Bothropoides e Bothrops.
As espécies que formam o gênero são:
- Rhinocerophis alternatus (Duméril, Bibron & Duméril, 1854)
- Rhinocerophis cotiara (Gomes, 1913)
- Rhinocerophis fonsecai (Hoge & Belluomini, 1959)
- Rhinocerophis itapetiningae (Boulenger, 1907)

As espécies desse gênero são terrestres, crepusculares e noturnas. Alimentam-se de pequenos roedores, marsupiais e lagartos, podendo predar aves se tiverem oportunidade. São vivíparas. A R. itapetiningae é a menor espécie do gênero, nunca ultrapassando 50 cm. A maior é a R. alternatus, podendo chegar a 1,5m, enquanto R. cotiara e R. fonsecai alcançam 1,2m. 
R. cotiara e R. fonsecai são espécies bastante confundidas, mas há, porém, uma característica que as difere facilmente: A Rhinocerophis cotiara possui o ventre negro, enquanto a da fonsecai é claro.